# Малеев, Александр Петрович
Александр Петрович Малеев (1869 — ?) — земский служащий, депутат Государственной думы II созыва от Уфимской губернии.

## Биография
Потомственный почётный гражданин. Учился в Уфимской гимназии и в Уфимской духовной семинарии, а затем поступил в Томский университет, где был на двух факультетах: медицинском и юридическом факультетах. Но курс не кончил, так как был отчислен за участие в студенческом движении. После чего вернулся на родину в Уфимскую губернию.
Инициатор создания организации приказчиков в Уфе. Являлся сооранизатором Уфимского Общества взаимного вспоможения частному и служебному труду. Служил заведующим Уфимским земским книжным складом, с годовым окладом в 900 рублей.
6 февраля 1907 избран в Государственную думу II созыва от общего состава выборщиков Уфимского губернского избирательного собрания.  Вошёл в состав Народно-социалистической фракции. Состоял в думской  комиссии по местному управлению и самоуправлению и распорядительной комиссии. Участвовал в прениях по законопроекту «Об отмене военно-полевых судов».
Дальнейшая судьба и дата смерти неизвестны.

### Архивы
- Российский государственный исторический архив. Фонд 1278. Опись 1 (2-й созыв). Дело 262; Дело 555. Лист 5.